# Goloe-Pass
Der Goloe-Pass (bulgarisch проход Голое prochod Goloe) ist ein 2100 m hoher und vereister Bergsattel im westantarktischen Ellsworthland. Im Hauptkamm der Sentinel Range im Ellsworthgebirge liegt er 5,67 km nordöstlich des Mount Giovinetto, 3,7 km westlich des Debren-Passes und 4,12 km nordnordwestlich des Progled Saddle zwischen dem Enitsa Peak und dem Bruguière Peak bzw. in einem Gebirgskamm, der sich als Teil der Wasserscheide zwischen dem Rumjana- und dem Deljo-Gletscher vom Mount Giovinetto über eine Länge von 9,15 km in nordöstlicher Richtung erstreckt.
US-amerikanische Wissenschaftler kartierten ihn 1961 und 1988. Die bulgarische Kommission für Antarktische Geographische Namen benannte ihn 2014 nach der mittelalterlichen Festung Goloe im Südosten Bulgariens.